# ザクレロ
ザクレロ (ZAKRELLO) は、テレビアニメ『機動戦士ガンダム』に登場する架空の兵器。
作中の敵勢力であるジオン公国軍の大型機動兵器「モビルアーマー (MA)」のひとつ。牙の生えた大口を開けた「顔」のような黄色い本体に、カマキリのように前腕が刃物状になった1対の腕が付いた独特な外観が特徴である。
本記事では、その後の外伝作品に登場するバリエーション機などについても取り上げる。

## 設定解説
ジオン軍の宇宙戦用MA。ビグロやグラブロに先駆けて開発された。開発に当たっては、ヨッフム家が資金的な援助を行った。数度に渡る設計変更や開発メーカーの不手際などが重なり、大幅に遅れて完成した。メインカメラはモノアイではなく複眼を採用。高速で移動し、拡散メガ粒子砲またはヒート・ナタで敵機を撃破する一撃離脱戦法が想定されていた。大推力のスラスターを有するが、機体背部の姿勢制御バーニアをもってしても短時間の姿勢転換は難しかった。加えてメガ粒子砲の仕様もあり、小型宇宙艇レベルの機体と判断されたザクレロは制式採用には至らず、宇宙空間でのテストを前に開発途中で放棄された。軍が機体性能に疑問を持ったため型式番号を与えなかったとも言われていたが、その後MA-04Xという型式番号が設定されている。
開発放棄後は各種武装のテストベースに用いられ、キャリフォルニアベース第3テストセンターで拡散メガ粒子砲のテストが4回行われている。その後、ザンジバル級機動巡洋艦に搭載され、フロリダのケープカナベラル宇宙基地からジオン本国へ送られることになったが、その途中で無断出撃により失われている。大気圏外でのテストを行う予定だったが、搭載後に急遽廃棄が決定したとも言われている。

### 武装・装備
拡散メガ粒子砲
「拡散ビーム砲」と記述した資料も存在する。機体中央に装備。連射は可能であるものの、射程が短いという欠点を持つ。なお、搭載されたパワーコンデンサーにより長時間の使用が可能。この技術は後に移動砲座スキウレに流用されている。
ヒート・ナタ
「大型ヒート・クロー」と記述した資料も存在する。腕部に装備するヒート系兵装。ヒートホークの応用によって作られた。

### 劇中での活躍
ホワイトベースが再び宇宙へ上がった第31話にて、トクワン大尉がシャア・アズナブルにビグロを披露した際、彼の説明の中に「ザンジバルに搭載されている、試作段階で放棄されたMA」の存在についての言及があった後、第32話の冒頭にてその全貌をあらわす。本機のテストパイロットでもあったジオン軍兵士のデミトリー曹長が、先にビグロに搭乗して戦死した上司トクワンの敵討ちのため、急遽指揮官となったシャアの命令を無視して単機で出撃。黄色のボディーカラーで、デミトリーのパーソナルマークである射抜かれたハートが左肩を飾っている。その個性的なフォルムと機動性を生かし、ヒート・ナタでハヤトのガンタンクの胴体中央付近にダメージを与え、MAモードで出撃したガンダムの肘関節のヒンジを破壊し、かつ直撃したはずのビーム・ライフルを反射するなど善戦するが、結局はアムロ・レイに動きを読まれ、メインエンジンにビームサーベルを突き刺されて撃破される。
シャアはトクワンの報告を聞いていたにもかかわらず、デミトリーの出撃をとりなすマリガン少尉へのザクレロの存在を聞いていないという台詞があり、撃破された後も惜しむ素振りすら見せていない。これらシャアの劇中での対応に加え、劇場版では登場シーンがすべてカットされた。テレビアニメ『機動戦士Ζガンダム』では、地球降下作戦時の未確認機（メッサーラ）の照合の際、一瞬モニターにワイヤーフレーム図面が表示されている。

### 関連作品への登場
メカデザインが変更されて登場する作品もあり、劇場アトラクション『GUNDAM THE RIDE』では、ア・バオア・クー宙域に出現するメデューサ隊機（大河原による描き下ろしデザイン）にはビーム発射口にシャッターが付いていた。また、漫画『機動戦士ガンダム THE ORIGIN』では、量産MAとして多数ソロモン宙域に配備されている。背中とブースター前面には小型ミサイルランチャー（姿勢制御バーニアとする資料もある）、ブースター支持架にはガトル戦闘爆撃機同様の多連装ミサイル発射管が内蔵され、さらに普段は閉じている口に装備された拡散ビーム砲によって、ジム部隊と互角以上にわたり合う。「オデッサ編」では、核弾頭を搭載した本機に酷似した爆撃機も登場している。ゲーム『SDガンダム GGENERATION SPIRITS』『GGENERATION WARS』では、「ガンダムFACT FILE」にて掲載された鋭角的なリファイン版のデザインで登場している。
書籍『MS ERA 0001〜0080 ガンダム戦場写真集』では大きくリファインされたイラストが掲載された。「目」や「牙」はノーズアートとして処理されており、モノアイ・レールらしきものが追加され、拡散メガ粒子砲は確認できない。腕部はヒート・ホーク状にアレンジされている。機体色は白となり原型機とはイメージがかなり異なるが、左肩の「ハートと矢」のエンブレムは活かされている（ただしハートはひとつで割れており、上部に "HEART BREAKER" と記されている）。
短編小説集『ガンダムNOVELS―閃光となった戦士たち』に収載されている『道化師たちの夜』では、ザクレロ開発に多額の援助をしていたジオン公国の名家ヨッフム家の様子が描かれている。
漫画『Gの影忍』では、戦いの虚しさに気付き世捨て人となった元兵士が搭乗、両腕を鎌に変えて装備したのみを用いて小惑星に仏像を彫っている。
パロディ作品では恰好のネタキャラクターとして重宝される傾向にあり、「SDガンダムシリーズ」では、関連コミック等でオチとして登場する機会も多い。『SD戦国伝』シリーズの「千生将軍」「うっかりざくれろ」、『SDガンダム外伝 ジークジオン編』の「ザクレロキャット」等、一目でそれとわかる特徴的なビジュアルを生かしたバリエーションキャラクターも多数生み出された。また、漫画『トニーたけざきのガンダム漫画』では、カラーリングが赤でツノの付いたシャア専用ザクレロが登場（搭乗者はデミトリー）。シャアには「作った人間の顔が見てみたい」と馬鹿にされ、セイラ・マスは「ジオン軍のびっくりどっきりメカ」と驚く。劇場版準拠のブライト・ノアたちにザクレロの存在自体を否定され、デミトリーは「俺はこの世にいない人間なのさ」と言って涙する。
『模型戦士ガンプラビルダーズ ビギニングG』第3話では、量産型ザクをコアユニットとしてガンダム試作3号機の追加装備であるオーキスのような形態で登場する。
漫画『機動戦士ガンダム サンダーボルト』では、ア・バオア・クー戦に大量のザクレロが登場するが、アニメ版では登場しない。

### 設定の変遷
ザクレロには、拡散ビーム砲といった考証と相容れない設定を監督の富野由悠季が盛り込んだことで、登場回脚本とSF考証を務めた松崎健一は「無条件にどうしようもないオモチャ」と本機を語っている。
ザクレロは朝鮮戦争時のシャーマン戦車に描かれた虎のマーキングを元に大河原邦男がデザインした。
ザクレロの型式番号は、劇場版では登場しないためかつけられることはなく、アニメ雑誌ではMA-04という番号がつけられていた。直後の『MSV』においては型式番号がなかったことにされていたが、1980年代後半頃に試作機のXを入れた型式番号「MA-04X」が再度設定されている。また両腕の鎌は、元々はアイアンネイルのような通常の刃物という設定だったため、劇中で鎌が高熱化及び発光する描写は見られないが、後にヒートナタという設定になっている。『ギレンの野望』では武装名が「シックルアーム」となっている。

## ガザレロ
ゲーム『SDガンダム GGENERATION』シリーズに登場するアクシズが開発したニュータイプ専用試作MA。
アクシズへ逃れたフラナガン機関スタッフが開発した機体で、MA-04X ザクレロの流れを汲んでいる。メガ粒子砲やオールレンジ兵器ビット、それを運ぶトランスポーター・ビットが搭載しており遠距離攻撃性能に優れている。アクシズが少人数ゆえに精鋭のニュータイプ部隊による一騎当千を模索していた過渡期における機体であり、ゲーマルクとは技術的な繋がりを持つと言われる。

## ウムガルナ
小説『機動戦士ガンダム ブレイジングシャドウ』に登場するザクレロの発展機。型式番号はMA-04-X-3。
サイド4を拠点にテロ活動を続けるジオン残党軍部隊「ファラク」によって開発された機体で、高速巡航モードから各種武器を展開した戦闘モードへの変形機構を有している。また、尾部にミサイルを内蔵したコンテナユニットを多数繋ぎ合わせる事もでき、口腔内のメガ粒子砲やヒート・ナタも相俟って高い戦闘力を有している。
普段は旗艦であるムサイに格納されているが、多数のコンテナと連結した姿は白いカラーリングと相俟って大蛇を彷彿とさせる奇抜な外見となる。

## 新人類戦闘力試験用モビルアーマー
美術展『GUNDAM―来たるべき未来のために―』にて設定されたMA。フラナガン機関がニュータイプの戦闘能力を確認するために試作を提案した、ザクレロの改造機である。型式番号MSN-00Xと「バチザード」の愛称が与えられたが真偽は不明で、機体が実際に製作されたかどうかも定かではない。
MSパイロットの反応速度に関する研究の過程でニュータイプらしき兆候を示す者が見出されたことから、フラナガン機関では彼らの軍事利用についても研究するようになり、そのための実験機の開発が計画された。対象者の多くがまだ若く、軍人としての訓練を受けていなかったため、機体の操縦は本職のパイロットに任せ、攻撃のみを担当させる複座式とすることが考えられた。なお、この設定ではザクレロはもともと複座式だったとしている。
本来ならば専用機を一から開発するのが望ましかったが、戦況と研究予算の両面で余裕がないため、未完成のザクレロ型試作機をベースに改造することになった。主な改造点は以下の通りである。
メインカメラをモノアイ式に変更
改造ベースとなるザクレロ型試作機は、本体は完成したもののコストが高い複眼式メインカメラが未搭載のままになっており、これにモノアイを2基搭載して2人の搭乗者にそれぞれ1基ずつを割り当てる。
口部メガ粒子砲の廃止、遠隔攻撃用ビットの搭載
それぞれモノアイを備えた無線式ビットを2基、口の中に搭載する。
ヒート・ナタの廃止、格闘戦機能付攻撃ビットの搭載
近接戦闘も可能な有線式ビットを本体両脇に各1基・計2基搭載する。
運動性能の向上
バーニアユニット後部の形状を改良して推力の向きを変えられるようにする、重心を下げるなど。
Iフィールド発生器の搭載

備考
前述の美術展の展示物に「フラナガン機関の実験施設を再現した」と称するものがあり、そこに置かれている実験結果に関するレポートの中でこの機体の開発コンセプトが紹介されている。また、この展示物では実験自体も再現しており、見学者が被験者として参加することができた。なお、会場で販売されたカタログは、フラナガン機関研究員のカンカンゼ・ソルベウンムがキシリアに提出した論文という設定で本機の設計についての詳細が解説されている。

## ブラレロ
メカニックデザイン企画『MSV-R』で登場。形式番号はMAN-00X-2。
ニュータイプ専用MA・ブラウ・ブロで実用化に成功したサイコミュシステムと有線型メガ粒子砲の小型化と、その搭載機の量産化を目的とした機体で、わずか1か月ほどでザクレロの試作機より改造される。完成後はア・バオア・クーに送られ、ニュータイプ兵士の練習用として運用される。コクピットはタンデム式に変更され、ニュータイプ能力が発揮されない場合は通常パイロットによる操縦も可能。大戦末期には実戦にも参加したとされるが、稼働した時間の記録等は残されておらず、フラナガン機関が有していた機体の設計図のみが確認されている。
武装・装備
拡散メガ粒子砲
口部に引き続き装備するが、非使用時はシャッターで遮蔽される後期型となっている。
ヒートナタ
腕部を改修し有線コントロール対応となった。メガ粒子砲の出力不足に備えた装備であるが、実戦での効果は確認されていない。
有線式サイコミュ
機体上下に計2基装備する。ブラウ・ブロの有線ビーム砲を小型化したもので、エネルギーはブラレロ本体のパワーコンデンサーから供給される。
作中での活躍
スマートフォンゲームアプリ『機動戦士ガンダム U.C. ENGAGE』のイベント「0079ペッシェ・モンターニュ 〜序章 命、めぐりあいII〜」ではア・バオア・クー防衛戦で実戦投入され、ニュータイプの素養があるとされるアシュレイ・ホーン大尉とペッシェ・モンターニュ軍曹がパイロットを務める。序盤はペッシェが上手くサイコミュを扱えず、左腕を損壊しアシュレイも戦死する。しかしその後はアシュレイとペッシェの父の思念体の力添えによりペッシェのニュータイプ能力が開花し、ア・バオア・クー帰投までに戦艦2隻、MS9機撃破という戦果を挙げ、ペッシェは少尉に戦時任官される。